# Шпирка Богдан Петрович
Богдан Петрович Шпирка (нар. 21 січня 1976) — український футболіст, що грав на позиції захисника та півзахисника. Відомий за виступами за низку українських клубів різних ліг, зокрема, «Скала», «Волинь» та «Прикарпаття» (Івано-Франківськ).

## Клубна кар'єра
Богдан Шпирка є вихованцем івано-Франківського футболу, і розпочав заняття футболом у спецгрупі місцевого ВПУ № 21, і першим його тренером був відомий у минулому футболіст івано-франківського «Прикарпаття» Богдан Дебенко. Дебютував молодий футболіст у професійному футболі в кінці сезону 1992—1993 року в івано-франківському «Прикарпатті», яке на той час виступало в першій українській лізі, проте зіграв у його складі лише 1 матч, і наступний сезон розпочав уже в друголіговій команді «Хутровик» із Тисмениці. Пізніше Шпирка грав за аматорський клуб «Бескид» з Надвірної.
У 1995 році Богдан Шпирка отримав запрошення від першолігового клубу «Скала» зі Стрия, і виступав за стрийську команду аж до розформування клубу в 1996 році. По закінченні виступів у «Скалі» футболіст отримав запрошення від клубу «Волинь», який вибув з вищої ліги, та поставив завдання на сезон повернутись до вищого дивізіону. У команду прийшло багато молодих футболістів, лучани добре розпочали чемпіонат, тривалий час лідирували в турнірі першої ліги. Проте у зв'язку з погіршенням фінансового стану гра команди погіршилась, керівництву клубу довелось продати частину ведучих гравців, і в підсумку команда зайняла 4 місце, і не зуміла повернутись до вищої ліги. У цьому сезоні Шпирка став постійним гравцем основи «Волині», зігравши у її складі 28 матчів у чемпіонаті. Шпирка й надалі був одним із основних гравців луцького клубу, зігравши наступного сезону 30 матчів у чемпіонаті, а також у сезоні 1998—1999 років, коли він зіграв 22 матчі в чемпіонаті. Проте в команді й далі погіршувалися як фінансування, так і виступи в чемпіонаті, й футболіст у 2000 році став гравцем іншого першолігового клубу ФК «Львів».
У 2001 році Богдан Шпирка повернувся до рідного клубу «Прикарпаття», яке виступало в першій лізі. Команда в цьому сезоні зайняла лише 5 місце в чемпіонаті, та не зуміла повернутися до вищої ліги, а Шпирка з наступного сезону розпочав виступи за друголіговий калуський ЛУКОР. На початку 2003 року футболіст отримав запрошення від вищолігового клубу «Олександрія» з однойменного міста, проте зіграв за команду лише 1 матч у чемпіонаті, а по закінченні сезону олександрійський клуб припинив існування. Далі Шпирка повернувся до складу івано-франківської команди, яка змінила назву на «Спартак». проте зіграв у її складі лише 1 матч, і перейшов до складу друголігового клубу «Поділля» з Хмельницького. Після піврічних виступів за подільський клуб футболіст став гравцем першолігового клубу зі Стрия «Газовик-Скала». За півроку, з початку 2005 року, Богдан Шпирка став гравцем друголігового клубу «Чорногора» з Івано-Франківська, який став його останнім професійним клубом. Далі футболіст грав у складі аматорських клубів Івано-Франківської області: «Цементника» із Ямниці, «Чайки» (Вільхівці), «Тепловика» з Івано-Франківська та ФК «Єзупіль» з однойменного селища. Паралельно Богдан Шпирка працював тренером у івано-франківській ДЮФК «Ніка-05».